# أونيل فورد
أونيل فورد (بالإنجليزية: O'Neil Ford) هو مهندس معماري أمريكي، ولد في 3 ديسمبر 1905 في تكساس في الولايات المتحدة، وتوفي في 20 يوليو 1982 في سان أنطونيو في الولايات المتحدة.